# 399 Персефона
399 Персефона (лат. 399 Persephone) је астероид главног астероидног појаса. Приближан пречник астероида је 49,13 km,
а средња удаљеност астероида од Сунца износи 3,057 астрономских јединица (АЈ).
Инклинација (нагиб) орбите у односу на раван еклиптике је 13,116 степени, а орбитални период износи 1953,068 дана (5,347 година). Ексцентрицитет орбите астероида износи 0,069.
Апсолутна магнитуда астероида износи 9,00 а геометријски албедо 0,183.
Астероид је откривен 23. фебруара 1895. године.